# Hiperpop
Hiperpop (angl. hyperpop) je glasbena mikrozvrst, ki jo zaznamuje maksimalistična ali pretirana izvedba pop glasbe in ki navdih črpa s široke palete vplivov iz elektronske glasbe, hip-hopa in plesne glasbe.
Žanr se je prvič pojavil, ko so umetniki začeli združevati zvok izvajalcev, ki so delovali pri britanski založbi PC Music, z elementi žanrov, kot so emo rap, cloud rap, trap, trance, dubstep in chiptune. Dejansko pa je postal širše znan, ko je Spotify avgusta 2019 objavil seznam predvajanja z naslovom »Hyperpop«, na katerem je bila glasba izvajalcev, kot so 100 Gecs, Charli XCX in Dorian Electra.

## Značilnosti
Hiperpop odraža pretirano, eklektično in samo-referenčen pristop k pop glasbi, ki običajno uporablja elemente, kot so ostre sintesajzerske melodije, auto-tune vokale, in pretirano zvočno kompresijo in distorzijo, pa tudi nadrealistične ali nostalgična sklicevanja na internetno kulturo iz 2000-ih oz. dobe spleta 2.0. Kljub široki opredelitvi žanra med nekatere tipične elemente spadajo: vokal, ki je močno procesiran; kovinski, melodični tolkalni zvoki; sintesajzerski deli s spremenjeno višino tonov; spevni refreni; kratke pesmi; in "bleščečo, luštkano estetiko", ki jo obdajajo besedila z negativno in jezno tematiko. V reviji Wall Street Journal je bil žanr opisan kot krepitev "umetnih" stereotipov popularne glasbe, zaradi česar je žanr kot "risani zid hrupa, ki zajema privlačne melodije in nepozabne 'hooks'. Glasba se giblje med lepoto in grdoto, saj lesketajoče se melodije trčijo v pokvarjene instrumente." Umetniki so pogosto "uvrščeni hkrati na avantgardne in pop glasbene lestvice". 
Slog lahko združuje elemente iz eklektične palete popa, plesa, hip-hopa in elektronske glasbe, vključno z bubblegum popom, tranceom, Eurohouseom, emo rapom, nu metalom, cloud rapom ter J- in K-popom. Vpliv cloud rapa, emo in lo-fi trapa, trance glasbe, dubstepa in chiptunea je pri hiperpopu očiten, očitne pa so tudi bolj nadrealistične in naključne lastnosti, ki so jih ustvarjalci v zadnje pol desetletja potegnili iz hip hopa. Atlantic opozoril na način, kako žanr "spravi skupaj top 40 trikov sedanjosti in preteklosti: tu so bobni Janet Jackson, tam pa Depeche Mode", zato gre za "prenapihnjen žanr novosti", pa tudi "žanr veselja ob punkovski drznosti, hiphopovskem hvalisanju in hrupu metala."
Hiperpop je bil povezan s skupnostjo LGBTQ+ in kvir estetiko. Številni njegovi ključni izvajalci se opredeljujejo kot spolno fluidni, gej ali transspolni, žanrov poudarek na vokalni modulaciji pa je umetnikom in umetnicam omogočil eksperimentiranje z glasovi različnih spolnih izražanj. 